# Jungle Show (Drievliet)
De Jungle Show is een computergestuurde animatronicsshow in het Nederlandse attractiepark Drievliet.

## Details attractie
De Jungle Show was de eerste show van Familiepark Drievliet. Het opende in 1991. De show heeft een aantal animatronics die dieren of prantende bloemen, planten en bomen uit de jungle uitbeelden die samen een show opvoeren met gesproken tekst en muziek en belichting. De gehele show vindt plaats in het Jungletheater en duurt ongeveer 15 minuten.
Afbeeldingen · Lijst van attracties